# Trinickelcarbid
Trinickelcarbid ist eine anorganische chemische Verbindung des Nickels aus der Gruppe der Carbide.

## Gewinnung und Darstellung
Trinickelcarbid kann durch Reaktion von Nickel mit Kohlenmonoxid gewonnen werden.
{\displaystyle \mathrm {3\ Ni+2\ CO\longrightarrow Ni_{3}C+CO_{2}} }

## Eigenschaften
Trinickelcarbid ist ein grauschwarzes Pulver, das temperaturbeständig bis 380–400 °C ist. Salzsäure zersetzt es bei Zimmertemperatur, wobei jedoch keine Abscheidung von Kohlenstoff auftritt. Verdünnte Salpetersäure löst es, verdünnte Schwefelsäure führt zur Abscheidung von Kohlenstoff ab. Seine Kristallstruktur ist eine trigonal dichte Packung der Nickel-Atome mit der Raumgruppe R3c (Raumgruppen-Nr. 167) und den Gitterparametern a = 458 pm und c = 1299 pm.